# اللحن (محافظة خيبر)
اللحن قرية من قرى محافظة خيبر في منطقة المدينة المنورة في السعودية، تقع شمال المدينة المنورة 

## التاريخ
وادي من اكبر الأودية في ناحية شمال المدينة يأخذ اعلى مساقط مياهه من جبلي اشمذ وقرية الشفيه ويسمى جنوبه بوادي ألتمة